# Callimus
Genre
Callimus est un genre de coléoptères de la famille des Cerambycidae.  

## Liste des espèces rencontrées en Europe
- Callimus abdominalis (Olivier, 1795)
- Callimus angulatus (Schrank, 1789)
  - Callimus angulatus angulatus (Schrank, 1789)
  - Callimus angulatus glabrescens Holzschuh, 1989